# Deszczyk
Deszczyk (ros. Дождик, дождик, пуще!) – radziecki krótkometrażowy film animowany z 1982 roku w reżyserii Borisa Chraniewicza.

## Wersja polska
Wersja polska: Studio Opracowań Filmów w Warszawie

Reżyseria: Henryka Biedrzycka

Dialogi: Stanisława Dziedziczak

Dźwięk: Stanisław Uszyński

Montaż: Halina Ryszowiecka

Kierownictwo produkcji: Jan Szatkowski, Ewa Choba

Źródło: